# 上川豊
上川 豊（かみかわ ゆたか、1892年1月５日 - 1984年4月29日）は日本の医師。ハンセン病の治療、研究に従事し、国立療養所菊池恵楓園、台湾総督府楽生院（初代院長）、国立療養所東北新生園（2代目園長）で勤務した。大風子油を研究し、東北新生園時代は社会復帰農園を作った。

## 生涯
1892年広島県生まれ。大正6年（1917年）長崎医学専門学校卒業。皮膚科（青木大勇教授）に入る。第2代笹川教授の示唆で、1919年九州療養所国立療養所菊池恵楓園に入る。大風子油を研究し、1930年4月に京都大学にて医学博士。論文の題は　「大風子油の癩に対する治療的有効作用に就て」。 1930年8月、台湾総督府のらい療養所（楽生院）初代所長に任命された。

## 台湾時代
上川は台湾のらい問題の責任者となったので、総督府衛生課並びに民間のらい予防協会の応援を得て、検診を熱心に行った。新発見患者はできるだけ入院させ、軽快患者は退院させ在宅医療を許した。財団法人台湾らい予防協会を1933年に設立した。光田健輔、林文雄を招聘し講演会をおこなった。医員などに研究を行わせ、10年間に約90編の研究ができた。1938年のカイロの国際会議には戦時中であり、出席ができなかったが、The history and distribution of leprosy in Formosa はInt J Leprosy 8,3,345,1940で発表できた。

## 終戦と東北新生園時代
終戦時の混乱はさほどではなく、1946年12月に内地に引揚げることになったが、4個の荷物が到着せず、研究データや文献をなくしてしまった。一時故郷に帰ったが、1947年7月から東北新生園勤務を命じられ、1948年10月に園長になった。熱心に治療を行い、1962年12月社会復帰農園（社会福祉法人藤楓協会東北農場）を建設した。1965年4月、引退が認められ名誉園長となった。

## 業績
- 学位論文「大風子油のらいに対する有効作用について」(第1編)
  - 「大風子油注射或いはその餌食の血清内リパーゼ量に及ぼす量について」(第2編）
  - 「大風子油注射の家兎血液像に及ぼす影響について」（第3編）
  - 「大風子油注射あるいはその餌食による抗体産生に関する実験的研究」（第4編）
  - 「大風子油が皮下組織球性細胞の貪食作用に及ぼす影響に関する実験的研究」（第5編）
    - 昭和5年3月28日　京都帝国大学へ[1]
- 第13回日本らい学会特別講演（1939年、於青森） らい治療法の現況 30ページ、文献数133にも及ぶ総説である。
- 救らい事業から観た日本らい学会50年の回顧(1977) 日らい会誌46:168-170.
- 楽生院の使命
- 癩救療事業から観た日支親善
- 「ホスピタリズムを廃せよ」(1967) 新生。(園の雑誌に発表したエッセイ)
- 「人間復帰から社会復帰へ」(1960) 新生。(園の雑誌に発表したエッセイ)

## 大風子油の研究
- 1939年の日本らい学会特別講演のらい治療法の現況において、特に学位論文としても研究した大風子油については、当時までの論文も総説に入れ、特に彼は熊本と台湾での経験をふまえて、発表している。他の薬物療法（金、銀、銅、水銀、ヒ素、ヨード、チモール、色素類、非特異的免疫療法、刺激療法、スルホン剤、ビタミン剤、細菌毒素、血清療法、栄養療法、など検討しているが、大風子油が唯一ある程度の効果が望めるとしている。療養所により、らいの程度の差が認められるが彼自身、九州療養所では約30%の改善率、台湾では56.6%としている。（林芳信の全生病院では50 - 80%）。彼の学位論文では、大風子油注射は網状織内被細胞系あるいはリンパ系統を刺激して局所的ないし全身的抗体産生機能を旺盛ならしめるとしている。結論としてらいの初期は臨床的治療状態を軽減するも、末期重症例では快癒状態に導くのは不可能とある。[2]

## 東北新生園時代の無菌軽快退所者統計
病型別、男女別になっているが、簡単にまとめた。
| 西暦   | 人数 |
| ------ | ---- |
| 1940年 | 9    |
| 1941年 | 21   |
| 1942年 | 13   |
| 1943年 | 8    |
| 1944年 | 2    |
| 1945年 | 5    |
| 1946年 | 3    |
| 1947年 | 0    |
| 1948年 | 0    |
| 1949年 | 3    |
| 1950年 | 0    |
| 1951年 | 0    |
| 1952年 | 1    |
| 1953年 | 0    |
| 1954年 | 2    |
| 1955年 | 1    |
| 1956年 | 2    |
| 1957年 | 3    |
| 1958年 | 2    |
| 1959年 | 2    |
| 1960年 | 29   |
| 1961年 | 7    |
| 1962年 | 6    |

## 叙勲
- 1965年11月 勲二等旭日重光章受章。

## 文献
- 『仁術を全うせし人 上川豊博士小伝』（1970年、東北新生園）
- 『創立40周年記念誌』（1979年、国立療養所東北新生園）